# Hermann Schulz (Politiker, 1872)

Hermann Schulz

Hermann Schulz (* 24. August 1872 in Elbing; † 20. August 1929 in Berlin) war ein deutscher Politiker (SPD).

## Leben und Wirken
Nach dem Besuch der Volksschule von 1880 bis 1886 absolvierte Schulz bis 1890 eine Metalldreherlehre. Ergänzend dazu besuchte er die Fortbildungsschule. Anschließend übte er bis 1911 seinen Beruf aus. Um 1890 trat Schulz in die Sozialdemokratische Partei Deutschlands (SPD) ein, außerdem wurde er Mitglied des Deutschen Metallarbeiterverbandes (DMV). Von 1900 bis 1911 arbeitete Schulz in Berlin, dann in Elbing als Angestellter des DMV. Von 1913 bis 1919 war Schulz Stadtverordneter in Elbing.
Von August 1914 bis Dezember 1918 nahm Schulz am Ersten Weltkrieg teil. Im Januar 1919 wurde Schulz in die Weimarer Nationalversammlung gewählt. Anschließend gehörte er von 1920 bis zu seinem Tod im August 1929 dem Reichstag an, in dem er den Wahlkreis 1 (Ostpreußen) vertrat. Ferner war Schulz seit dem 1. Dezember 1919 Parteisekretär in Elbing. Am 1. Juli 1921 wurde er außerdem SPD-Parteisekretär in Königsberg. 

## Schriften
- Die Verhältniswahl zur deutschen Nationalversammlung und zur preußischen Landesversammlung, 1919.
- Wahl und Aufgaben der Betriebsräte, der Arbeiterräte und der Angestelltenräte sowie der Betriebsobleute, 1920.
- Die Reichsversicherungsordnung in ihrer jetzigen Fassung und die ihrer Ausführung oder Änderung ergangenen Vorschriften, 1921.
- Wegweiser für die deutsche Sozialversicherung, 1922.
- Grundzüge der deutschen Sozialversicherung, 1922.
- Die deutsche Sozialversicherung (Kranken-, Unfall-, Invaliden- und Angestelltenversicherung), Berlin 1926.
- Die Heilbehandlung der Versorgungsberechtigten durch die Krankenkassen und Ärzte, Berlin 1930.